# Giappone ai IV Giochi olimpici invernali
Il Giappone partecipò ai IV Giochi olimpici invernali, svoltisi a Garmisch-Partenkirchen, Germania, dal 6 al 16 febbraio 1936, con una delegazione di 31 atleti impegnati in sette discipline.